# Asthenia melini
Asthenia melini är en fjärilsart som beskrevs av Felix Bryk 1953. Asthenia melini ingår i släktet Asthenia och familjen påfågelsspinnare. Inga underarter finns listade i Catalogue of Life.